# Lijst van uitvinders die zijn omgekomen door hun eigen uitvinding
Dit is een lijst van uitvinders van wie de dood op een manier werd veroorzaakt door een product, proces of andere innovatie die zij hebben gemaakt of uitgevonden.

## Motorverkeer
- Sylvester Roper, uitvinder van de Roper-stoomvelocipede. Hij stierf aan een hartaanval of een daaropvolgende crash tijdens een openbare snelheidsproef in 1896. Het is niet bekend of de crash de hartaanval veroorzaakte, of dat de hartaanval de crash veroorzaakte.
- William Nelson was een medewerker van General Electric. Hij vond een nieuwe manier uit om fietsen te motoriseren. Hij viel tijdens een testrit van zijn prototypefiets.
- Francis Edgar Stanley kwam om het leven tijdens het besturen van een Stanley Steamerauto. Hij reed met zijn auto tegen een houtstapel, terwijl hij probeerde boerenwagens te ontwijken die naast elkaar op de weg reden.
- Fred Duesenberg kwam om het leven bij een verkeersongeval met hoge snelheid in een van zijn eigen Duesenbergauto's.

## Spoor
- Webster Wagner kwam om bij een treinongeluk. Hij werd verpletterd tussen twee van de slaaprijtuigen die hij had uitgevonden.
- Henri Thuile, uitvinder van de grote snelle Thuile-stoomlocomotief, stierf tijdens een testrit tussen Chartres en Orléans. Tegenstrijdige verhalen geven aan dat hij ofwel uit de ontsporende locomotief werd gegooid, waarbij hij een telegraafpaal raakte, of dat hij gewoon te veel leunde en onmiddellijk werd gedood door zijn hoofd tegen een stuk brugsteiger te slaan.
- Valerian Abakovsky bouwde de Aerowagon, een experimentele hogesnelheidstrein uitgerust met een vliegtuigmotor en propellertractie, bedoeld om Sovjetfunctionarissen te vervoeren. Op 24 juli 1921 ontspoorde het gevaarte met hoge snelheid, waarbij 6 van de 22 aan boord omkwamen, waaronder Abakovsky zelf.

## Maritiem

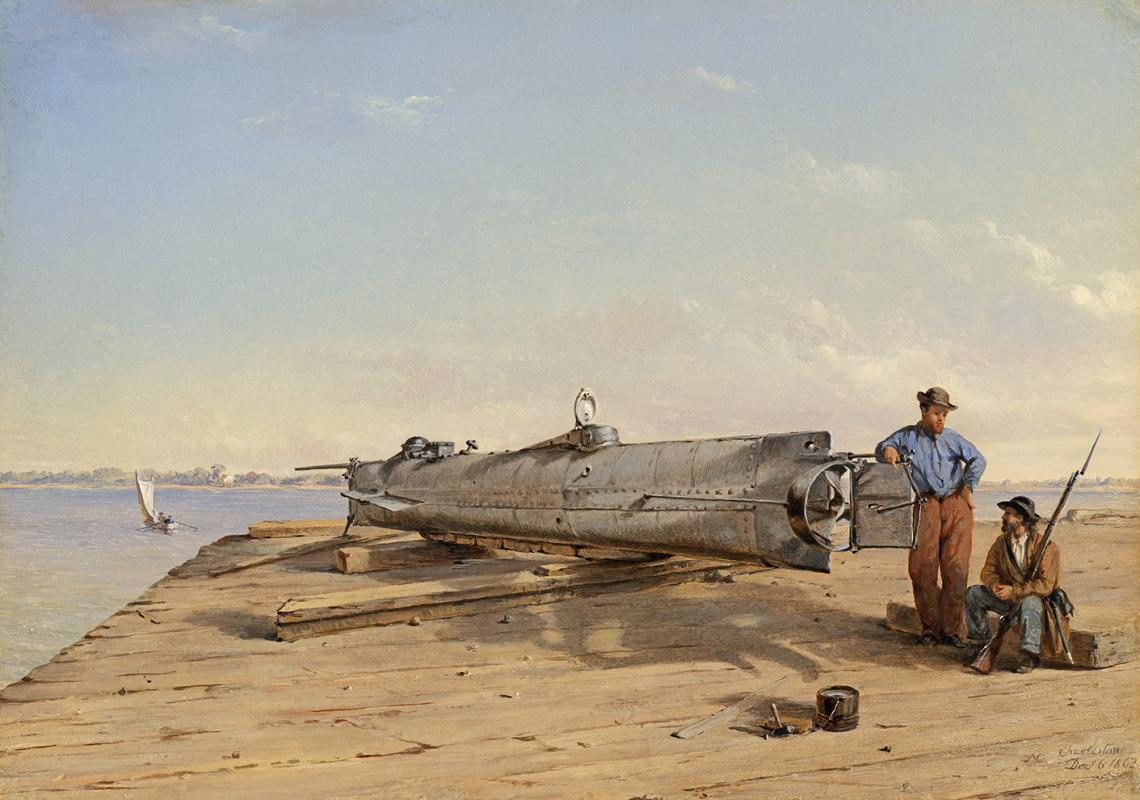
Onderzeese torpedoboot HL Hunley, op 6 december 1863

- Henry Winstanley ontwierp en bouwde tussen 1696 en 1698 's werelds eerste offshore vuurtoren op de Eddystone Rocks in Devon, Engeland. Opscheppend over de veiligheid van zijn uitvinding, sprak hij de wens uit om erin te schuilen "tijdens de grootste storm die er ooit is geweest". Tijdens de Grote Storm van 1703 werd de vuurtoren volledig verwoest met Winstanley en vijf andere mannen erin. Er werd geen spoor van hen gevonden.
- John Day was een Engelse timmerman en wagenmaker die stierf tijdens een test van zijn experimentele duikkamer.
- Horace Lawson Hunley was een Zuidelijke Amerikaanse scheepsingenieur die de HL Hunley onderzeeër bouwde. Hij kwam tijdens het testen van het experimentele schip om als lid van de bemanning. Na de dood van Hunley doken de Zuidelijken het schip weer op voor een andere missie die fataal bleek voor de eigen bemanning: het succesvol tot zinken brengen van de USS Housatonic tijdens de Amerikaanse Burgeroorlog. Deze prestatie maakte van de HL Hunley de eerste onderzeeër die in oorlogstijd een vijandelijk oorlogsschip tot zinken bracht.
- Karl Flach was een Duitser die woonde in Valparaíso, Chili. Hij bouwde de onderzeeër Flach op verzoek van de Chileense regering, als reactie op het bombardement op Valparaíso. Hij stierf nadat de onderzeeër niet opkwam, samen met zijn zoon en andere matrozen.
- Julius H. Kroehl, een Duits-Amerikaanse uitvinder en voormalig contractant van de Union Navy, zou zijn overleden aan decompressieziekte na experimentele duiken met de Sub Marine Explorer, die hij samen met zijn zakenpartner Ariel Patterson ontwierp en bouwde.
- Cowper Phipps Coles was een kapitein van de Royal Navy die samen met ongeveer 480 anderen verdronk bij het zinken van de HMS Captain, een torenschip met mast naar zijn eigen ontwerp.
- William Pitt was een Canadese veerman die de onderwaterkabelveerboot ontwierp ter verbetering van de voormalige veerboot die werd gebruikt om het schiereiland Kingston met de Kennebecasis-vallei in New Brunswick te verbinden. In 1909 stierf Pitt nadat hij verwondingen had opgelopen door een val in de machines van zijn veerboten.
- Thomas Andrews, de scheepsarchitect van de Titanic, ontwierp zijn beroemde schip terwijl hij diende als algemeen directeur en hoofd van de tekenafdeling van het scheepsbouwbedrijf Harland en Wolff in Belfast, Ierland. Hij was aan boord van de Titanic tijdens haar eerste reis en kwam samen met ongeveer 1.500 anderen om toen het schip op 14 april 1912 een ijsberg raakte en zonk. Het lichaam van Andrews werd nooit teruggevonden.
- Stockton Rush was een piloot, ingenieur en zakenman die toezicht hield op het ontwerp en de constructie van de OceanGate-onderzeeër Titan, die werd gebruikt om toeristen mee te nemen naar het wrak van de Titanic. Op 18 juni 2023 implodeerde het vaartuig tijdens een duik naar de Titanic, waarbij Rush en vier andere passagiers omkwamen. Rush had jarenlang zijn ongereguleerde ontwerp trouw verdedigd en beweerd dat "veiligheid op een gegeven moment gewoon pure verspilling is. Ik bedoel, als je gewoon veilig wilt zijn, kom dan niet uit bed, stap niet in je auto, doe niets".

## Luchtvaart
- Ismail ibn Hammad al-Jawhari was een Kazachs-Turkse geleerde uit Farab. Hij probeerde te vliegen met behulp van twee houten vleugels en een touw. Hij sprong van het dak van een moskee in Nishapur en viel dood neer.
- Jean-François Pilâtre de Rozier was het eerste bekende dodelijke slachtoffer bij een vliegtuigongeluk, toen zijn Rozièreballon op 15 juni 1785 neerstortte. Hij probeerde samen met Pierre Romain het Engelse Kanaal over te steken.
- Robert Cocking stierf toen zijn zelfgemaakte parachute het begaf. Cocking had de massa van de parachute niet in zijn berekeningen meegenomen.
- Otto Lilienthal stierf aan verwondingen, die hij had opgelopen bij een crash van zijn deltavlieger.
- Percy Pilcher stierf nadat zijn zweefvliegtuig was neergestort, omdat hij zijn gemotoriseerde vliegtuig niet kon demonstreren.
- Franz Reichelt, een Oostenrijks kleermaker, die viel dood van het eerste dek van de Eiffeltoren tijdens de eerste test van een jasparachute die hij had uitgevonden. Reichelt beloofde de autoriteiten dat hij een pop zou gebruiken, maar in plaats daarvan bond hij zich op het laatste moment vol vertrouwen in het kledingstuk en maakte zijn sprong voor een cameraploeg.
- Aurel Vlaicu stierf toen zijn zelfgebouwde vliegtuig, A Vlaicu II faalde tijdens een poging om de Karpaten over te steken.
- Henry Smolinski kwam om het leven tijdens een testvlucht van de AVE Mizar, een vliegende auto gebaseerd op de Ford Pinto en het enige product van het bedrijf dat hij oprichtte.
- Charles Ligeti kwam in 1987 om het leven bij een crash toen hij wijzigingen testte aan zijn Ligeti Stratos-vliegtuig met een nieuw ontwerp met gesloten vleugels.
- Michael Dacre stierf na een crash die plaatsvond tijdens het testen van zijn vliegende taxi-apparaat.

## Raketten
- Max Valier vond raketmotoren met vloeibare brandstof uit als lid van de Duitse raketvereniging Verein für Raumschiffahrt uit de jaren twintig. Op 17 mei 1930 ontplofte op zijn testbank in Berlijn een motor op alcoholbasis, waarbij hij op slag dood was.
- Mike Hughes kwam om het leven toen de parachute niet kon worden ingezet tijdens een noodlanding, terwijl hij zijn zelfgemaakte stoomaangedreven raket bestuurde.

## Industrieel
- William Bullock vond de rotatiedrukpers uit. Enkele jaren na de uitvinding werd zijn voet verpletterd tijdens de installatie van een nieuwe machine in Philadelphia. De verbrijzelde voet ontwikkelde gangreen en Bullock stierf tijdens de amputatie.
- Dr. Sabin Arnold von Sochocky was een uitvinder van de lichtgevende verf, die in het begin van de 20e eeuw veel gebruikt werd voor klokken. De lichtgevende verf werd gemaakt op basis van radioactief radium (eerder ontdekt door Pierre en Marie Curie). Hij was een van de oprichters van de United States Radium Corporation, waar enkele van haar werknemers stierven aan radiumvergiftiging. Zijn uitvinding kostte naar verluidt ook zijn leven: hij stierf uiteindelijk aan beenmergdepressie.

## Scheikunde
- Marie Curie was een Pools-Franse natuurkundige en scheikundige die baanbrekend onderzoek deed naar radioactiviteit. Ze ontdekte onder andere het radioactive element polonium. Op 4 juli 1934 stierf ze in het Sancellemozsanatorium in Passy, Haute-Savoie, aan beenmergdepressie die vermoedelijk was opgelopen door haar langdurige blootstelling aan straling, waarvan een deel afkomstig was van de apparaten die ze had gemaakt.

## Medisch
- Aleksandr Bogdanov was een Russische polymath, bolsjewistische revolutionair en baanbrekende hematoloog die in 1926 het eerste Instituut voor Bloedtransfusie oprichtte. Hij stierf aan een acute hemolytische transfusiereactie nadat hij een experimentele wederzijdse bloedtransfusie had uitgevoerd tussen hemzelf en een 21-jarige student met een inactief geval van tuberculose. Bogdanovs hypothesen waren dat het bloed van de jongere man zijn eigen ouder wordende lichaam zou verjongen, en dat zijn eigen bloed, waarvan hij geloofde dat het resistent was tegen tuberculose, de ziekte van de student zou behandelen.
- Thomas Midgley jr. was een Amerikaanse ingenieur en scheikundige die op 51-jarige leeftijd polio opliep, waardoor hij ernstig gehandicapt raakte. Hij bedacht een uitgebreid systeem van touwen en katrollen om anderen te helpen hem uit bed te tillen. Hij raakte verstrikt in de touwen en stierf op 55-jarige leeftijd door wurging. Hij is echter beter bekend vanwege twee van zijn andere uitvindingen: het tetra-ethyllood (TEL)-additief aan benzine en chloorfluorkoolwaterstoffen (CFK's).

## Publiciteit en amusement
- Karel Soucek was een Tsjechische professionele stuntman die in Canada woonde en een schokabsorberend vat ontwikkelde. Hij stierf na een demonstratie waarbij het vat van het dak van de Houston Astrodome viel. Hij raakte dodelijk gewond toen zijn loop de rand van de watertank raakte die bedoeld was om zijn val op te vangen.